# AX.25
AX.25 – protokół pakietowy warstwy sieciowej standardu X.25 przeznaczonym do użytku przez krótkofalowców, szeroko używany w sieciach Packet Radio.
AX.25 zajmuje pierwszą i drugą warstwę modelu OSI i jest odpowiedzialny za przesyłanie danych zawartych w pakietach między węzłami oraz wykrywanie błędów wprowadzonych do kanału komunikacyjnego. Tym samym można go porównać do sieci ethernet.
AX.25 obsługuje zarówno przewodowe jak i bezprzewodowe tryby pracy, ten drugi używany zwykle w Automatic Position Reporting System.

## Implementacje
Zwykle krótkofalowcy łączą się z siecią AX.25 używając terminali TNC, które zawierają mikroprocesor i zaimplementowany protokół w swoim wbudowanym oprogramowaniu. Przy pomocy tych urządzeń oraz transceiverów można korzystać z zasobów sieci.
Ostatnio implementacje AX.25 pojawiły się dla komputerów osobistych. Na przykład jądro Linuksa zawiera naturalne wsparcie dla sieci AX.25.
Technicznie AX.25 nie definiuje całkowicie fizycznej implementacji warstwy, chociaż definiuje jej warstwę fizyczną. W praktyce AX.25 używany jest wyłącznie do pracy z szybkością 300 bodów na HF i 1200 Bd na VHF. Ta kombinacja jest tak wszechobecna, że większość użytkowników nie widzi różnicy między warstwą danych AX.25 i warstwą fizyczną.

## Zastosowanie
AX.25 najczęściej jest używany do ustanowienia bezpośrednich połączeń (linki) pomiędzy stacjami Packet Radio bez jakichkolwiek dodatkowych warstw sieciowych. Jest to wystarczające do kontaktów klawiatura-klawiatura między stacjami i do uzyskania dostępu do lokalnych systemów BBS i DX Clusterów.
Na tym poziomie działania dostępny jest prosty mechanizm trasowania używający digipeaterów. Digipeatery działają jako simpleksowe przemienniki, przyjmując i retransmitując pakiety od lokalnych stacji i pozwalają na połączenia multi-hop między dwoma stacjami niezdolnymi skomunikować się bezpośrednio.
Specyfikacja AX.25 definiuje kompletny protokół warstwy sieciowej ale ma wąskie zastosowanie. NET/ROM, ROSE i TexNet są powszechnymi protokołami, które zapewniają trasowanie między węzłami. W zasadzie z AX.25 może być używany którykolwiek protokół warstwy 3, włącznie z wszechobecnym protokołem internetowym.
W ostatnich latach najpopularniejszą aplikacją stał się APRS.